# FC Casertana
Der Casertana Football Club (früher US Casertana, GSP Caserta, AS Caserta, AC Caserta, Caserta Calcio und US Casertana 1908), kurz FC Casertana, ist ein italienischer Fußballverein aus Caserta. Der Verein wurde 1908 gegründet und trägt seine Heimspiele im Stadio Alberto Pinto aus, das Platz bietet für 12.000 Zuschauer. US Casertana spielt derzeit in der Serie C, der dritthöchsten Spielklasse in Italien.

## Geschichte

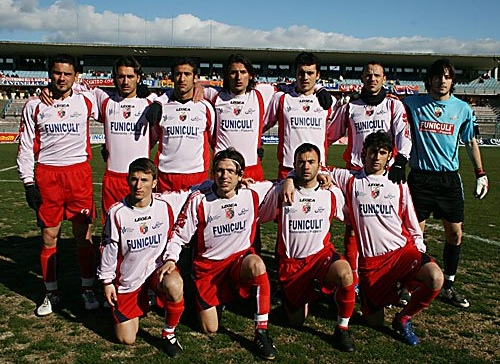
Die Mannschaft der US Casertana im Jahr 2008

Die heutige US Casertana wurde im Jahre 1908 unter dem Namen Robur Caserta gegründet. 1924 folgte dann die Umbenennung in US Casertana. Im Laufe der Jahre veränderte sich der Vereinsname weitere Male, seit 2008 trägt der Club wieder den Namen US Casertana, nachdem er fünf Jahre zuvor neu gegründet wurde und vom italienischen Verband die Erlaubnis erhielt, sich wieder den alten Namen zu geben.
Derzeit spielt die US Casertana in der drittklassigen Serie C. Zu besseren Zeiten wurde zwei Spielzeiten in Italiens zweithöchster Fußballliga, der Serie B, Fußball gespielt. Erstmals in die Serie B aufgestiegen war Casertana in der Saison 1969/70, als in der Serie C der erste Rang in der Girona C mit zwei Punkten Vorsprung auf Football Brindisi 1912 belegt wurde. Bereits im Jahr zuvor war Casertana Erster geworden, verlor jedoch aufgrund von nachgewiesenem sportlichen Betrug sechs Punkte, sodass man den ersten Platz gegen Taranto Calcio einbüßte und nicht aufstiegsberechtigt war. Nachdem im Jahr darauf der Sprung in die Zweitklassigkeit geglückt war, wurde Caserta in der zweiten Liga Vorletzter und stieg zusammen mit Pisa SC und US Massese wieder ab. Es sollte in der Folge zwanzig Jahre dauern, die gezeichnet waren von vielen Drittligaspielzeiten und einem zwischenzeitlichen Absturz in die Serie D, ehe Casertana die Rückkehr in die Serie B gelang. Die Saison 1990/91 verbrachte der Verein zum bis heute letzten Mal in der zweithöchsten italienischen Spielklasse, stieg jedoch sofort wieder ab. Seitdem stürzte der Verein bis in die Serie D ab und vollzog 1993 und 2005 zwei Neugründungen. Seit 2014 spielt die US Casertana wieder drittklassig.

## Erfolge
- Serie C: 1× (1969/70), 1968/69 (aberkannt)
- Serie C1: 1× (1990/91)
- Serie C2: 1× (1980/81)
- Serie D: 3× (1949/50, 1962/63, 1995/96)

## Ligenzugehörigkeit
- Serie B: 2 Spielzeiten
- Serie C: 35 Spielzeiten
- Serie D: 26 Spielzeiten

## Ehemalige Spieler
- Luca Bucci
- Benito Carbone
- Borislav Cvetković
- Gianluca Grava
- Carlo Mattrel
- Massimo Morales
- Gilberto Noletti
- Pedro Pasculli
- Fabrizio Ravanelli
- Giuseppe Volpecina

## Trainer
- Aldo Olivieri (1967–1968)
- Mario David (1972–1973)
- Gaetano Salvemini (1983–1984)
- Giuseppe Materazzi (1985–1987)